# Nikephoros I.

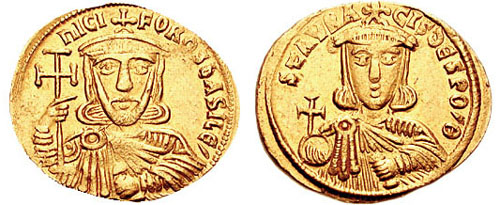
Nikephoros I. und sein Sohn Staurakios.

Nikephoros I. (mittelgriechisch Νικηφόρος; * um 760; † 26. Juli 811 am Warbizapass bei Preslaw) war von 802 bis 811 byzantinischer Kaiser.

## Leben
Die Quellenlage bezüglich Nikephoros ist problematisch. Unterschiedliche Aussagen über seine Herkunft bis hin zur Bewertung seiner Regierungszeit erschweren eine Beurteilung seiner Person. Unter Kaiserin Irene fungierte Nikephoros als Logothetes des Genikon, also als leitender Finanzbeamter. Es gelang ihm, sich an die Spitze einer Verschwörung zu setzen und Irene Ende 802 abzusetzen. Irene wurde verbannt, ihre Günstlinge Aëtios und Leon entmachtet, und er selbst bestieg an ihrer Stelle den Thron. Die genauen Hintergründe sind jedoch unklar. Ebenso muss die Frage offen bleiben, warum es Nikephoros gelang, sich den Thron zu sichern.
Zu Beginn seiner Herrschaft sah er sich einer beträchtlichen Opposition ausgesetzt. Der General Bardanes Turkos, einer der fähigsten byzantinischen Befehlshaber, erhob sich 803 gegen Nikephoros. Bardanes erhielt bei seiner Revolte Unterstützung von anderen Kommandeuren, darunter mit Leo V. und Michael II. zwei spätere Kaiser. Nikephoros konnte den Aufstand jedoch niederwerfen und Bardanes wurde in ein Kloster verbannt. Die Verschwörung des Patriziers Arsaber hatte einen ähnlichen Ausgang. Der anhaltende Widerstand gegen die Herrschaft des Nikephoros war vermutlich durch die Tatsache bedingt, dass ihm die dynastische Legitimation fehlte. Dies könnte erklären, dass er seinen Sohn Staurakios mit einer Verwandten Irenes verheiratete.
Nikephoros benötigte große Summen, um die militärische Stärke des Reiches zu verbessern. Er unternahm daher große Anstrengungen, um durch eine Finanzreform das Einkommen des Staates zu erhöhen. Durch seine rigorosen Auflagen verspielte er jedoch angeblich die Gunst seiner Untertanen. Dieses düstere Bild zeichnet vor allem Theophanes, der jedoch offenbar voreingenommen gegenüber Nikephoros war. Dabei scheint die Finanzpolitik des Nikephoros durchaus durchdacht gewesen zu sein. Sie sollte vor allem wieder fließende Zahlungen garantieren, was unter Irene nicht mehr der Fall gewesen war. Im Inneren kam es aber auch zu Konflikten mit dem Klerus, besonders nach der Neubesetzung des Patriarchenamtes von Konstantinopel 806 durch Nikephoros. Der neue Patriarch, ebenfalls mit Namen Nikephoros, musste erhebliche Widerstände gegen seine Person überwinden.
In den Jahren 803 und 810, nachdem es zu zwei byzantinischen Flottenexpeditionen gekommen war, schloss er einen Vertrag mit Karl dem Großen, durch den die Grenzen der beiden Reiche freundschaftlich festgelegt wurden. Venedig, Istrien, Dalmatien und Süditalien wurden dem Ostreich, Rom, Ravenna und die Pentapolis dem Frankenreich zugewiesen. Zudem erkannte Nikephoros den umstrittenen Kaisertitel Karls an, wogegen sich noch Irene entschieden gewehrt hatte. Allerdings verweigerte auch Nikephoros Karl den Titel eines „Kaisers der Römer“.
Im Osten kam es zu wiederholten Kämpfen mit den Arabern, deren Kalif Hārūn ar-Raschīd einige Erfolge erzielen konnte. Schließlich war Nikephoros gezwungen, selbst ins Feld zu ziehen, erlitt aber 804 bei Krasos in Phrygien eine schwere Niederlage, der Überfälle der Araber nach Kleinasien im Jahr 806 folgten. Der Friedensschluss soll Nikephoros 30.000 Nomismata pro Jahr gekostet haben, zudem musste er erniedrigenderweise auch eine Kopfsteuer für sich und seinen Sohn entrichten.
Bereits seit längerem hatte er sich bemüht, die slawisierten Gebiete des Balkans (Sklavinien) durch Umsiedlung aus den kleinasiatischen Gebieten für das Reich zu sichern. Überhaupt scheint er diesbezüglich recht erfolgreich gewesen zu sein, jedenfalls konnten die Slawen mehrmals geschlagen werden. Nach dem Tod Harun ar-Raschids im Jahr 809 war die Gefahr eines Zweifrontenkrieges zunächst gebannt und Nikephoros konnte sich dem bulgarischen Khan Krum widmen, der die nördlichen Grenzen bedrängte. Im Sommer 811 fiel Nikephoros von Markellai aus in Bulgarien ein. Sein Feldzug brachte Krum dazu, Verhandlungen anzubieten, doch in der Schlacht am Warbiza-Pass am 26. Juli überraschte Krum Nikephoros und tötete ihn und eine große Zahl seiner Soldaten.
Es wird berichtet, dass sich Krum aus Nikephoros’ Schädel einen versilberten Trinkbecher habe anfertigen lassen. Die Nachfolge des Nikephoros trat kurzzeitig Staurakios an, der aber aufgrund seiner schweren Verletzungen aus der Schlacht von Pliska bald abgesetzt und durch seinen Schwager Michael Rangabes ersetzt wurde.